# Palpalá
Palpalá ist die Hauptstadt des gleichnamigen Departamentos Palpalá in der Provinz Jujuy im Nordwesten Argentiniens. Sie schließt unmittelbar an die Provinzhauptstadt San Salvador de Jujuy an und bildet mit dieser gemeinsam einen Ballungsraum mit etwa 280.000 Einwohnern.

## Geschichte
Das Gründungsdatum der Stadt ist der 17. April 1948.

## Wirtschaft
Die Industrieproduktion von Palpalá umfasst die Eisenverarbeitung (Altos Hornos Zapla - A.H.Z.) und die Papierherstellung (PapelNoa).